# 1856 en architecture
| Années de l'architecture : 1853 - 1854 - 1855 - 1856 - 1857 - 1858 - 1859    |
| Décennies de l'architecture : 1820 - 1830 - 1840 - 1850 - 1860 - 1870 - 1880 |

Cet article présente les faits marquants de l'année 1856 en architecture.

## Réalisations
- Inauguration de la Hull House à Chicago (États-Unis). En 1889, cette maison de style italianisant est devenue un important centre d'action sociale à l'initiative de Jane Addams et Ellen Gates Starr.

## Événements
- Owen Jones publie la Grammaire de l'ornement (The Grammar of Ornament) avec des illustrations en couleur de décorations égyptiennes, turques, siciliennes et espagnoles, etc.

## Récompenses
- Royal Gold Medal : William Tite.
- Prix de Rome : Edmond Guillaume.

## Naissances
- 12 février : Hendrik Petrus Berlage († 12 août 1934).
- 11 août : Leon Benois († 8 février 1928).
- 3 septembre : Louis Sullivan († 14 avril 1924).
- Eugène Vallin († 1922).

## Décès
- David Laing (° 1774).